# 1924 en philosophie
Chronologie de la philosophie
- 1920
- 1921
- 1922
- 1923
- 1924
- 1925
- 1926
- 1927
- 1928

L’année 1924 a été marquée, en philosophie, par les événements suivants :

## Publications
- Lettres au Dr Henri Mondor d'Alain.

## Naissances
- 30 mars : Jean Pépin, philosophe français spécialisé dans l'histoire de la philosophie antique, mort en 2005.
- 13 juin : Bronisław Baczko, historien de la philosophie polonais, mort en 2016.